# اولین دی. جانستون
اولین دی. جانستون (به انگلیسی: Olin DeWitt Talmadge Johnston) سناتور سابق عضو حزب دموکرات ایالات متحده آمریکا بود. وی در سال ۱۹۴۵ تا ۱۹۶۵ میلادی سناتور ایالت کارولینای جنوبی در سنای ایالات متحده آمریکا بود.